# Pobierzmy się
Pobierzmy się (hindi मुझसे शादी करोगी / Mujhse Shaadi Karogi, urdu مجھ سے شادی کروگی) – bollywoodzka komedia romantyczna z 2004 roku w reżyserii Davida Dhawana.
Fabuła filmu nawiązuje do hollywoodzkich komedii Poznaj mojego tatę (2000) i Dwóch gniewnych ludzi (2003). Tematem filmu Dhawana jest wymodlona u Boga miłość nie potrafiącego kontrolować swojego gniewu Sameera (Salman Khan) do Rani (Priyanka Chopra), którą bohater wciąż zraża swoim zachowaniem. Sytuację komplikuje uprzedzenie ojca dziewczyny (Amrish Puri) do bohatera i nieuczciwie walczący o jej serce Sunny (Akshay Kumar). 
Zdjęcia realizowano na Mauritiusie oraz w studiu w Mumbaju, gdzie odtworzono widoki z Goa. Pułkownik grany przez Amrisha Puriego wspomina w rozmowach o swoim zaangażowaniu w przyłączanie Goa do Indii. Portugalczycy okupowali tę część wybrzeża Morza Arabskiego od początku XVI wieku. W 1947 roku po uzyskaniu niepodległości od Brytyjczyków Indie zażądały od Portugalczyków włączenia Goa do ich terytorium, ale dopiero 12 grudnia 1961 roku 40 tysięcy indyjskich żołnierzy w ramach "Operacji Vijay" wkroczyło na Goa, włączając je w skład Indii.

## Fabuła
Rodzina Malhotra wzywa pandita Chutki Baba prosząc go o nadanie imienia nowo narodzonemu dziecku. Pandit nazywa go Samir, mówiąc, że chłopca czeka w przyszłości wiele problemów z powodu nieumiejętności kontrolowania gniewu. Przepowiednia sprawdza się. W szkole, na podwórku, wszędzie Samir traci panowanie nad sobą, wybucha, rzuca się na rówieśników, wdaje się w bójki. Jedyną osobą, która próbuje go uspokajać, bronić, łagodzić spory jest jego przyjaciel Arjun, ale znika on pewnego dnia z jego życia wyjeżdżając za granicę. Gniew Samira (Salman Khan)  niszczy kolejny jego związek. Zraża do niego jego narzeczoną Romę (Amrita Arora). Porzuca go ona wychodząc za innego mężczyznę. Zrozpaczony, niezadowolony z siebie liczy, że nowe miejsce stanie się dla niego szansą na odmianę życia. Wyjeżdża na Goa, gdzie zostaje szefem ratowników na plaży. Pewnego dnia z balkonu pokoju wynajętego u dziwaka Duggala (Kader Khan) spostrzega piękną dziewczynę, na widok której serce mu bije żywiej. Udaje mu się przyciągnąć uwagę Rani (Priyanka Chopra). Niestety nawet w nowym miejscu Samirowi nie udaje się uciec od siebie. Wybucha w starciu z pewnym starszym mężczyzną, traci kontrolę nad sobą, policzkuje go. Mężczyzną tym okazuje się być pułkownik Dugraj Singh (Amrish Puri), ojciec Rani. Samirowi udaje się udobruchać Rani, ale nikt w jej rodzinie, nawet pies go nie lubi. Za to ulubieńcem domu, pułkownika, jego żony Ramy (Supriya Karnik), ale i Rani staje się Sunny (Akshay Kumar). Samir musi z nim od jakiegoś czasu dzielić wynajęty pokój. Na tle pogodnego i z pozoru zawsze w porządku Sunny’ego, Samir traci w oczach Rani. Obydwoje zabiegają o jej względy.

## Obsada
- Salman Khan – Sameer Malhotra
- Akshay Kumar – Sunny Khurana/Arun
- Priyanka Chopra – Rani Singh
- Amrish Puri – Dugraj Singh
- Amrita Arora – Romi (gościnnie)
- Satish Shah – Surya Prakash
- Rajpal Yadav – Raj Purohit/Paul
- Kapil Dev – siebie
- Supriya Karnik – Rama Dugraj Singh
- Kader Khan – Mr. Duggal
- Mushtaq Khan – Chutki Baba
- Shashikala – Grandma Malhotra
- Upasna Singh – pani Surya Prakash

## Piosenki
- "Mujhse Shaadi Karogi"
- "Aaja Soniye"
- "Lahoo Banke Aasoon"
- "Jeene Ke Hain Chaar Din"
- "Lal Dupatta"
- "Kardoon Kamaal"
- "Rab Kare"